# 厄爾揚斯-瓦爾球場
厄爾揚斯-瓦爾球場（瑞典語：Örjans Vall）是位於瑞典哈爾姆斯塔德的足球場，建於1922年。

## 歷史
厄爾揚斯-瓦爾球場於1922年7月30日完工，當時稱為「哈爾姆斯塔德運動場」（Halmstads Idrottsplats），由當時尚末登基的古斯塔夫六世主持揭幕，只有12,000人獲准進場觀禮，數以千計的群眾在場外聚集。同年8月球場更名厄爾揚斯-瓦爾球場用以紀念當地一所名為「聖厄爾揚斯」（S:t Örjans）的中世紀醫院。9月3日舉行首場足球比賽。
厄爾揚斯-瓦爾球場除用作足球比賽外，歷年來亦曾舉辦其他運動項目。直到1980年代田徑跑道環繞球場草坪，是當地田徑會主要的比賽及訓練場地。1972年球場進行重修，建成主看台及計分牌取代原來的木構建築物。

## 國際競賽
厄爾揚斯-瓦爾球場於1958年世界盃主辦兩場第一組分組初賽，分別為北愛爾蘭1-0擊敗捷克斯洛伐克及阿根廷3-1擊敗北愛爾蘭。
在瑞典舉行的2009年歐洲U-21足球錦標賽，厄爾揚斯-瓦爾球場原本不在主辦球場之列，但布羅斯的萊耶華倫球場（Borås Arena）內有一所「麥斯漢堡飽店」（Max Hamburgers），但比賽卻由麦当劳贊助而衍生法律問題，當時希望「麥斯」在比賽期間暫時關閉以解決問題，惟最後被「麥斯」拒絕，因此比賽移師到厄爾揚斯-瓦爾球場舉行。有三場比賽安排在這裡舉行，全部是B組的分組初賽，包括揭幕戰英格蘭U21以2-1擊敗芬蘭U21、德國U21以2-0淨勝芬蘭U21及德國U21與英格蘭U21以1-1賽和攜手出線的比賽，而小組另一支球隊西班牙U21則全程留在哥德堡的舊烏利維球場作賽。

## 外部連結
- （瑞典文）Halmstads BK article
- （瑞典文） Articles and events regarding a new stadium （页面存档备份，存于）

56°41′04″N 12°51′59″E / 56.68444°N 12.86639°E